# Jinak jen smrt
Jinak jen smrt (On the Other Hand, Death) je kanadsko-americký hraný film z roku 2008, který režíroval Ron Oliver. Film byl natočen podle románu Richarda Stevensona o soukromém detektivovi Donaldu Stracheym.

## Děj
Soukromý detektiv Donald Strachey má sledovat nevěrnou manželku. Ukáže se však, že se jedná o policistku Ginu Santerovou pracující na tajném případu, která však žádného manžela nemá. Donald začne po tajemném muži pátrat. V té době se přes Andrewa, bývalého přítele svého partnera Timmyho, seznámí se starším lesbickým párem Dorothy a Edith. Dorothy pracuje jako výchovná poradkyně na místní škole. Snaží se pomoci studentovi Derekovi, který je gay a má problémy s otcem. Dorothy kvůli tomu čelí tlakům o odvolání ze školy. Ženy musejí rovněž řešit homofobní útoky na svůj dům. Donald se jejich případu ujme a posléze zjistí, že souvisí i s případem policistky Santerové. Na povrch začnou vyplouvat podivné skutečnosti.

## Obsazení
| Chad Allen         | Donald Strachey        |
| Sebastian Spence   | Timmy Callahan         |
| Nelson Wong        | Kenny Kwon             |
| Daryl Shuttleworth | Detektiv "Bub" Bailey  |
| Margot Kidderová   | Dorothy Fisher         |
| Damon Runyan       | Andrew McWhirter       |
| Lori Ann Triolo    | Gina Santer            |
| Gabrielle Rose     | Edith / Laura Whitaker |
| David Orth         | Peter Garrity          |
| Kerry James        | Joey Deems             |
| Barclay Hope       | Carl Deems             |
| William MacDonald  | Jonas Baskin           |
| Ralph Alderman     | šerif Reg Howard       |
| Keegan Macintosh   | Derek Baskin           |
| Sean Allen         | Crane Sturgis          |